# SIG-Sauer P228

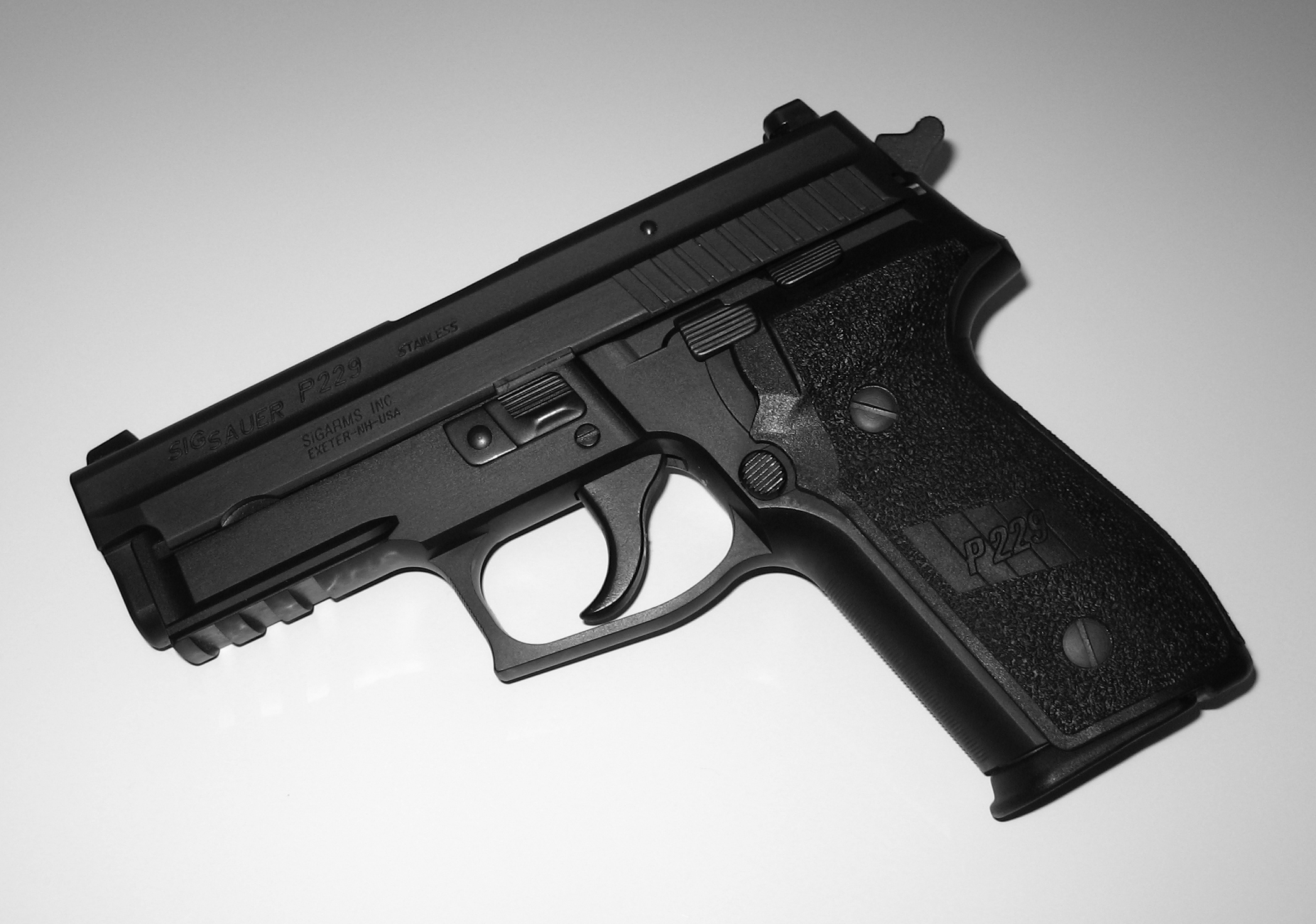
Le Sig-Sauer P229R calibre .40, adopté par l'United States Coast Guard est muni d'un rail Picatinny.

Le Sig-Sauer P228 est un pistolet semi-automatique de calibre 9 mm Parabellum destiné à armer les policiers en civil. Il est commercialisé depuis 1988 et a engendré un dérivé : le P229, variant par le calibre et la forme de la culasse. Ces modèles sont de fabrication suisse.

## Description
Tirant en double/simple action ou double action stricte (système DAO) et possédant une carcasse en alliage d'aluminium, ils sont au P226 ce que le P225 était au P220, des versions compactes. Ils disposent cependant de magasins de respectivement 13, 15 ou 12 (selon le calibre utilisé) cartouches, du fait de leur taille plus limitée. 
La principale différence entre ces deux armes est que certains P229 sont chambrés en .357 SIG ou en .40 S&W. Enfin, la culasse des P229 est faite d'une seule pièce en acier inoxydable.

## Fiche technique

### P228

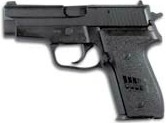
Le Sig-Sauer P228 calibre 9 Para, adopté par l'US Army comme le M11

- Calibre : 9 mm Luger, , 22lr (avec conversion)
- Longueur : 180 mm
- Canon : 99 mm (3.9")
- Masse (vide) : 730 g
- Capacité : 13 coups

### P229
- Calibre: 9mm Luger, .357 SIG, .40 S&W, 22lr (avec conversion)
- Longueur: 180 mm
- Canon: 99 mm (3.9")
- Masse (vide): 770 g
- Capacité: 15 coups (9mm) ou 12 coups (.357 sig /.40 S&W)

## Variantes

### Copies chinoises
Depuis 1997, le P228 est copié sans licence et pour l'exportation par Norinco (Chine populaire) sous le nom de NP34. Le NP 34 est long de 18 centimètres, pour 740 g à vide. Contrairement à l'original suisse son chargeur ne contient que 10 cartouches de 9 mm Parabellum.

## Utilisateurs

### P228
- Albanie
- Belgique : Plusieurs services de police dans les années 1990.
- Canada : Service de police de la Ville de Laval et la Deuxième Force opérationnelle interarmées.
- Émirats arabes unis
- États-Unis : Premiers clients en nombre de PA vendus.

Les Forces armées américaines ont ainsi équipé certains de ses personnels (comme les équipages d'aéronefs divers, les officiers de l'US Military Police Corps ou ses généraux...) de cette dernière version, notamment ceux ayant besoin de pistolets plus petits que les Beretta 92 en service dans la grande majorité des unités. Les plus connus médiatiquement est le Naval Criminal Investigative Service et la Delta Force. Ces armes prennent le nom de US Service Pistol M11. Le P228 fut également choisi par le FBI, l'United States Secret Service, le National Park Service ou le Coast Guard Investigative Service dans les années 1990.
- France : le GIGN l'utilise conjointement au Glock 19 et au revolver MR 73. Il fut en usage limité au sein du SPHP et de la DCPJ dans les années 1990.
- Royaume-Uni: Special Air Service avec chargeur de 20 coups en compagnie du SIG P226.
- Pologne : arme en service au sein du GROM.
- Portugal
- Singapour
- Suisse : plusieurs services de police cantonale et la police militaire.
- Suède : police en compagnie du SIG P226.
- Thaïlande

### P229
- Allemagne : En service comme la plupart des SIG-Sauer au sein des Polices allemandes.
- Australie : Arme en dotation personnelle dans la Police australienne.
- États-Unis :Premiers clients en nombre de PA vendus.

Les P229 ont été achetés par de nombreuses polices d'état (incluant les Connecticut State Police et Texas Highway Patrol) et police departments (à l'instar du San Francisco Police Department) puisque leurs calibres y sont très appréciés. Il est ainsi en service au sein des services du département du Trésor (notamment les gardes de la Réserve fédérale), du département d'État, du département des Anciens combattants, et du département de la Sécurité intérieure des États-Unis (dont les personnels de l'US Coast Guard et de l'US Secret Service). Les militaires du 3rd SPG l'ont eux aussi choisi pour remplacer le Beretta M9. Le P229 est répertorié dans l'inventaire militaire américain sous la désignation M11.